# Zabójstwo w niedzielny poranek
Zabójstwo w niedzielny poranek (fr. Un coupable idéal) – francusko-amerykański film dokumentalny z 2001 roku w reżyserii Jeana-Xaviera de Lestrade'a.

## Fabuła
7 maja 2000 roku w Jacksonville na Florydzie dochodzi do rabunku na parze turystów Mary Ann i Jamesie Stephensonie w wyniku którego ginie kobieta. Według zeznań poszkodowanego Jamesa Stephensona sprawcą był czarnoskóry mężczyzna. W pobliżu miejsca zbrodni zostaje zatrzymany czarnoskóry nastolatek i to on zostaje oskarżony o popełnienie morderstwa. Ostatecznie w procesie sądowym chłopiec zostaje oczyszczony z zarzutów zaś prawdziwy sprawca schwytany pół roku później.

## Nagrody
| Nazwa nagrody | Wygrane                                                                                 | Nominacje    |
| ------------- | --------------------------------------------------------------------------------------- | ------------ |
| Oscar         | 2002 Najlepszy pełnometrażowy film dokumentalny: Denis Poncet i Jean-Xavier de Lestrade | 2002 wygrana |